# Rallye Jänner
Le Rallye Jänner (ou Internationale Jänner Rally, ou Rallye de Janvier) est une épreuve de rallye autrichienne se déroulant sur asphalte et neige chaque hiver au mois de janvier dans le district de Freistadt (parfois Pregarten) autour de Mühlviertel en Haute-Autriche et organisée par le Sportunion Rallye Club Mühlviertel (RCM) depuis sa création en 2002.

## Histoire
Il inaugure la saison du championnat d'Europe des rallyes, par son positionnement juste après le jour de l'An.
Il est le seul rallye d'importance disputé en Europe centrale l'hiver, traversant une douzaine de communes alpines entre 500 et 1000 mètres d'altitude. La vingtaine d'épreuves spéciales est suivie par 100 000 à 150 000 personnes.
Des pilotes tels Rauno Aaltonen, Stig Blomqvist, Björn Waldegård (2e en 1984), Per Eklund (3e la même année), ou Shekhar Mehta l'ont disputé.
L'Audi Quattro a été la première voiture à 4 roues motrices à se risquer sur ce type de parcours montagneux dans de telles conditions climatiques, en 1981 (victoire d'emblée grâce à Franz Wittmann (10 fois victorieux - record), avec plus de 20 minutes d'avance sur son suivant).
Outre le championnat d'Autriche, il a souvent été inclus dans celui de Tchéquie.

## Palmarès

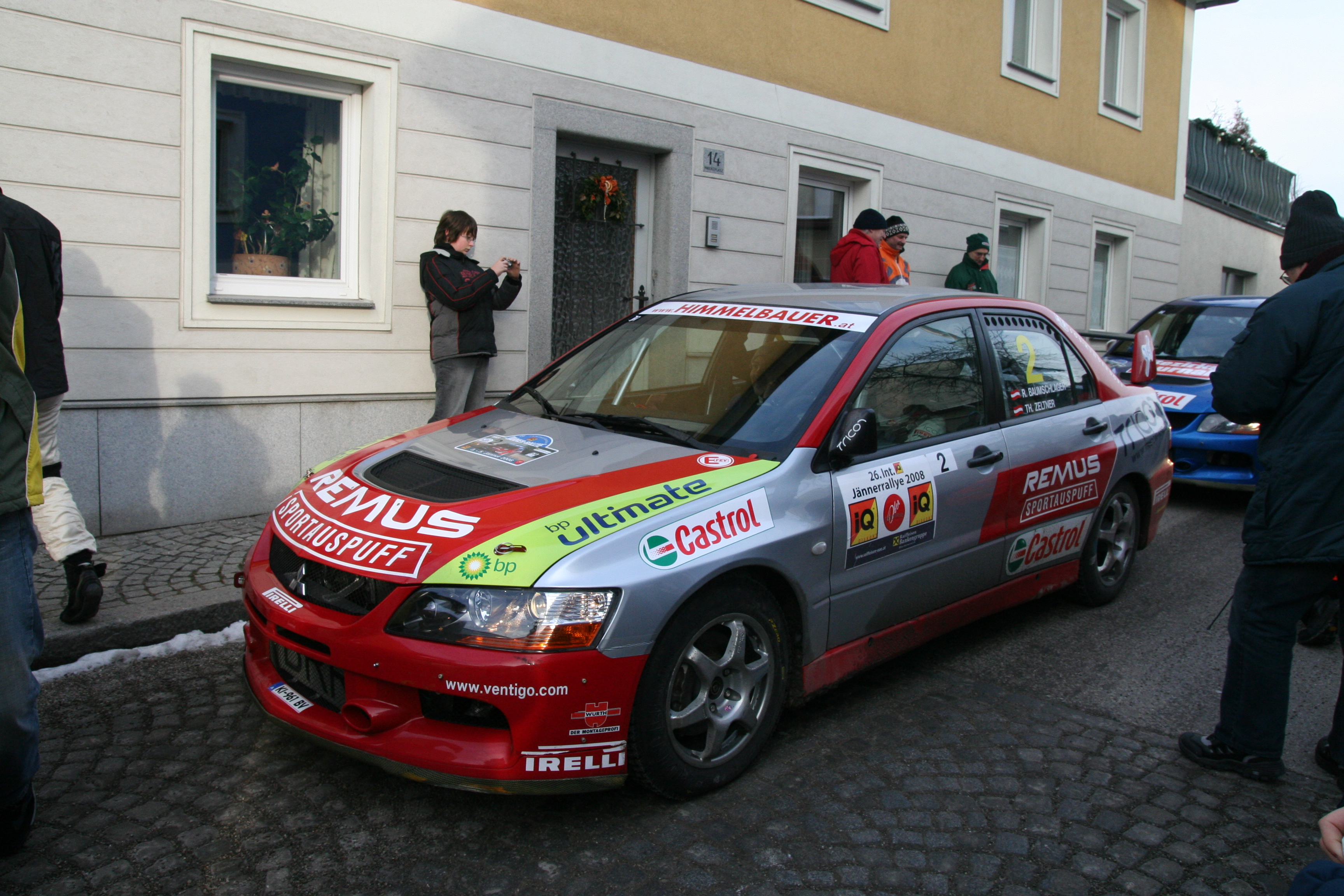
Raimund Baumschlager en 2008.

| Année       | Edition                            | Pilote               | Copilote              | Voiture                    | ERC             |                 |
| ----------- | ---------------------------------- | -------------------- | --------------------- | -------------------------- | --------------- | --------------- |
| 1969        | 1e Casino Rally                    | Heinz Weiner         | Judith Loos           | Citroën DS 19              | -               |                 |
| 1970        | 2e Jänner Rally                    | Helmut Bein          | Hans-Christoph Mehmel | BMW 2002                   | -               |                 |
| 1971        | 3e Jänner Rally                    | Rudolf Müller        | Georg Hopf            | BMW 2002                   | -               |                 |
| 1972        | 4e Jänner Rally                    | Achim Warmbold       | Ernst Binder          | Opel Ascona                | -               |                 |
| 1973        | 5e Jänner Rally                    | Achim Warmbold       | John Davenport        | Volkswagen 1302 S          | -               |                 |
| 1975        | 6e Jänner Rally                    | Franz Wittmann       | Traude Schatzl        | BMW 2002                   | -               |                 |
| 1976        | 7e Jänner Rally                    | Franz Wittmann       | Traude Schatzl        | Opel Kadett C GT/E         | -               |                 |
| 1977        | 8e Jänner Rally                    | Franz Wittmann       | Helmut Neverla        | Opel Kadett C GT/E         | -               |                 |
| 1978        | 9e Jänner Rally                    | Beppo Sulc           | Fritz Weixelbraun     | VW 1302 S                  | -               |                 |
| 1979        | 10e Jänner Rallye                  | Franz Wittmann       | Dr. Kurt Nestinger    | Porsche Carrera            | -               |                 |
| 1980        | 11e Jänner Rallye                  | Franz Wittmann       | Dr. Kurt Nestinger    | Audi 80 GTE                | -               |                 |
| 1981        | 12e Jänner Rallye                  | Franz Wittmann       | Dr. Kurt Nestinger    | Audi Quattro               | -               |                 |
| 1982        | 13e Jänner Rallye                  | Franz Wittmann       | Dr. Kurt Nestinger    | Audi Quattro               | -               |                 |
| 1983        | 14e Jänner Rallye                  | Franz Wittmann       | Dr. Kurt Nestinger    | Audi Quattro A1            | -               |                 |
| 1984        | 15e Jänner Rallye                  | Franz Wittmann       | Dr. Kurt Nestinger    | Audi Quattro A2            | +               |                 |
| 1985        | 16e Jänner Rallye                  | Wielfried Wiedner    | Franz Zehetner        | Audi Quattro A2            | +               |                 |
| 1986        | 17e Jänner Rallye                  | Dr.Georg Fischer     | Thomas Zeltner        | Audi 80 Quattro            | +               |                 |
| 1987 à 1999 | Épreuve annulée                    | Épreuve annulée      | Épreuve annulée       | Épreuve annulée            | Épreuve annulée | Épreuve annulée |
| 2000        | 18e Jänner Rallye                  | Félix Pailer         | Alexander Wolf        | Lancia Delta HF Integrale  | -               |                 |
| 2001        | 19e Jänner Rallye                  | Herwig Hüfinger      | Andreas Schindlbacher | Mazda 323 GT-R             | -               |                 |
| 2002        | 20e Internationale IQ-Jännerrallye | Hermann Gaßner sr.   | Karin Thannhäuser     | Proton Wira                | -               |                 |
| 2003        | 21e Internationale IQ-Jännerrallye | Franz Wittmann       | Heike Feichtinger     | Toyota Corolla WRC         | +               |                 |
| 2004        | 22e Int. IQ-Jänner-Rallye          | Raimund Baumschlager | Klaus Wicha           | Mitsubishi Lancer Evo V    | -               |                 |
| 2005        | 23e Int. IQ-Jänner-Rallye          | Václav Pech          | Petr Uhel             | Ford Focus WRC             | -               |                 |
| 2006        | 24e Int. IQ-Jänner-Rallye          | Raimund Baumschlager | Bernhard Ettl         | Mitsubishi Lancer Evo VIII | -               |                 |
| 2007        | 25e Int. IQ-Jänner-Rallye          | Václav Pech          | Petr Uhel             | Mitsubishi Lancer Evo IX   | -               |                 |
| 2008        | 26e Int. IQ-Jänner-Rallye          | Václav Pech          | Petr Uhel             | Mitsubishi Lancer Evo IX   | -               |                 |
| 2009        | 27e Internationale Jänner Rallye   | Raimund Baumschlager | Thomas Zeltner        | Mitsubishi Lancer Evo IX   | -               |                 |
| 2011        | 28e Internationale Jänner Rallye   | Beppo Harrach        | Andreas Schindlbacher | Mitsubishi Lancer Evo IX   | -               |                 |
| 2012        | 29e Internationale Jänner Rallye   | Jan Kopecký          | Pavel Dresler         | Škoda Fabia S2000          | +               |                 |
| 2013        | 30e Internationale Jänner Rallye   | Jan Kopecký          | Pavel Dresler         | Škoda Fabia S2000          | +               |                 |
| 2014        | 31e Internationale Jänner Rallye   | Robert Kubica        | Maciej Szczepaniak    | Ford Fiesta RS WRC         | +               |                 |
| 2015        | 32e Internationale Jänner Rallye   | Kajetan Kajetanowicz | Jaroslaw Baran        | Ford Fiesta R5             | +               |                 |